# 胡氏沙鲽
胡氏沙鲽（学名：Samariscus huysmani）为輻鰭魚綱鰈形目鰈亞目冠鲽科沙鲽属的鱼类。分布于西达缅甸、南达印度尼西亚、北达日本南部以及广东中沙群岛海区等，属于热带底层海鱼，棲息深度65-112公尺，體長可達11.5公分，棲息在底層水域，以底棲生物為食，生活習性不明。该物种的模式产地在爪哇海。